# Werk Arena (2014)
Pour les articles homonymes, voir Werk Arena.
La Werk Arena est une patinoire située à Třinec en République tchèque. 
La salle accueille notamment l'équipe de hockey sur glace du HC Oceláři Třinec de l'Extraliga. Elle a une capacité de 5 118 spectateurs.

## Histoire
Le bâtiment ouvre en 2014 et remplace l'ancienne patinoire du même nom située à quelques centaines de mètres plus au sud.

## Événements
- Quart de finale de la Coupe Davis 2016 (Rép. tchèque 1-3 France), 15 au 17 juillet 2016

## Galerie

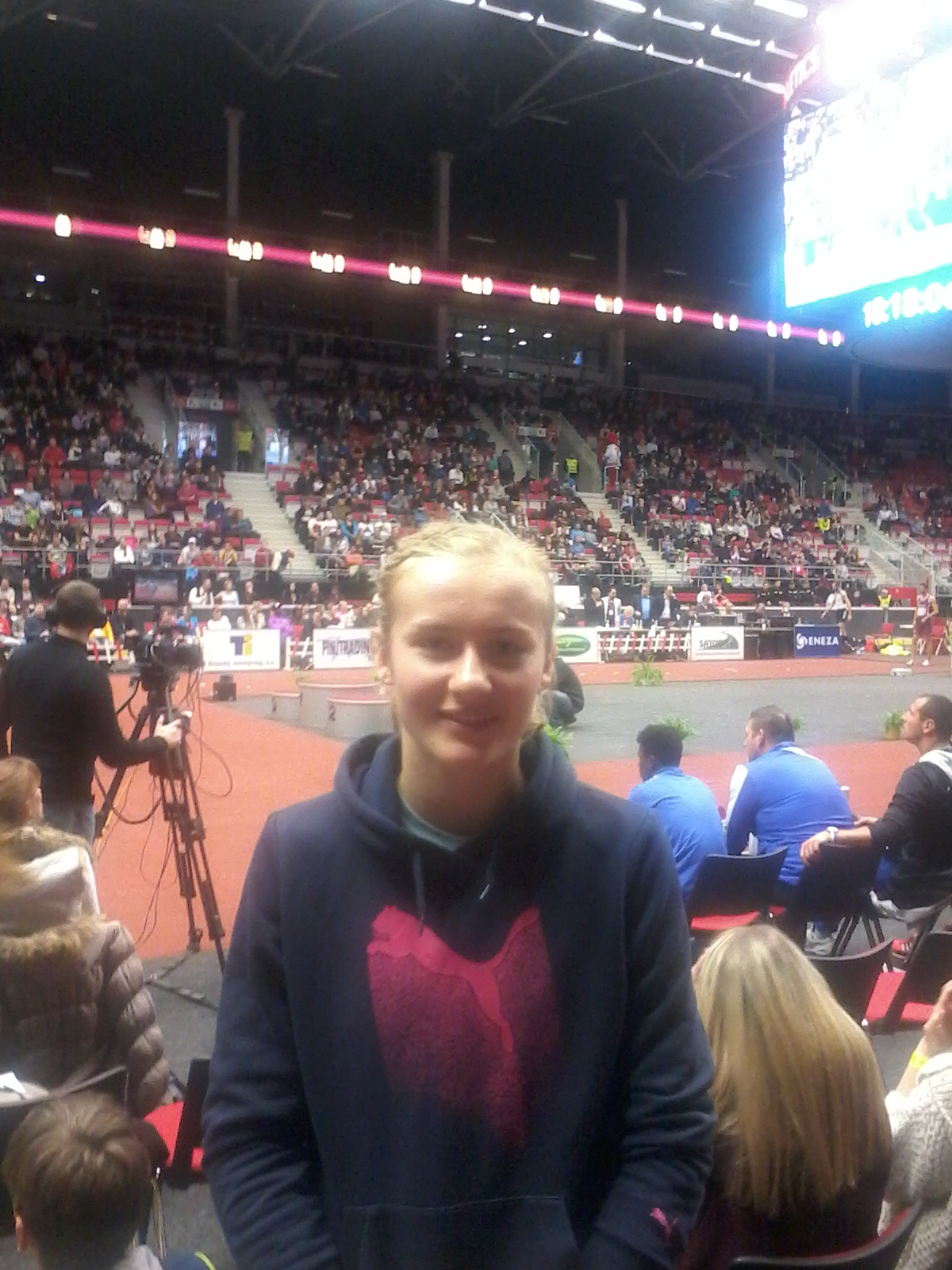
Intérieur